# Alfa
Az ἄλφα (Α α) a görög ábécé első betűje, a latin a betűnek megfelelő karakter. Kiejtése az ógörögben egyezményesen a, az újgörögben hangsúlytalan helyzetben a, hangsúlyos helyzetben á. A karakter neve az ógörögben alpha, az újgörögben alfa. Valaminek a kezdetét, alapját is szimbolizálhatja. Görög számozásban az értéke 1-nek felel meg. A föníciai álef betű rokona (lásd föníciai ábécé), de inkább közös eredetű vele, semmint leszármazottja. Mindkét írásrendszernél jóval korábbi az ugariti ábécé, amelyben a betű neve alpa. Jelentése a görögben „egyenlő, egyenes”.
Az alfa mint a kezdet szimbóluma megjelenik a Bibliában is: „Én vagyok az Alfa és az Omega, kezdet és vég, ezt mondja az Úr, aki van, és aki vala, és aki eljövendő, a Mindenható” (Jel. 1,8).